# エストニア (小惑星)
エストニア (1541 Estonia) は、小惑星帯に位置する小惑星である。フィンランドの天文学者、ユルィヨ・バイサラが同国南東部にある町トゥルクで発見した。
バルト三国の一つ、エストニアに因んで命名された。